# 주얼 셰퍼드
주얼 셰퍼드(Jewel Shepard, 1958년 1월 3일 ~ )는 미국의 배우, 작가, 텔레비전 배우, 성우, 영화배우이다.

## 영화
- 슬래셔 닷컴 (2017년)
- 러브 인 카지노 (2003년) - 후커 역
- 스캐너 캅 2 (1995년)
- 여자 수용소 2 (1994년)
- 백색 살인 (1991년)
- 크리스의 러브 교실 (1990년)
- 언더러치브 (1987년)
- 로큰롤 지망생 (1987년)
- 바탈리언 (1985년) - 캐시 역
- 마이 튜터 (1983년)
- 더 정크맨 (1982년)